# The Pink'un
The Pink'un es un medio deportivo británico centrado en la actualidad del Norwich City FC y del fútbol en el condado de Norfolk. Durante gran parte del sigloXX se editó como un periódico de los sábados por la tarde impreso en papel rosado - de ahí su apodo - y, desde 2009, opera exclusivamente en formato digital.

## Historia

### Orígenes impresos
Se desconoce la fecha exacta de fundación, pero The Pink'un comenzó a circular a principios del siglo XX como suplemento vespertino del diario local Norwich Evening News. Su línea editorial se centraba en ofrecer crónicas y resultados de los partidos del Norwich City disputados los sábados, impresos con celeridad para llegar a los quioscos pocas horas después del pitido final.

### Transición digital y cierre de la edición impresa (2009)
El auge de los marcadores en línea y la reducción de ventas de la prensa deportiva local motivaron el traslado paulatino del contenido a Internet. Archant, entonces propietario del título, anunció el 5 de agosto de 2009 que la versión impresa dejaba de publicarse de forma regular para potenciar la web del mismo nombre, al tiempo que convertía el antiguo tabloide en un breve suplemento de lunes dentro del Eastern Daily Press.

### «Pink Un +» y expansión multimedia
En 2022 se lanzó «Pink Un +», un modelo freemium que combina noticias gratuitas con columnas, pódcasts y retransmisiones en directo de pago. Según un estudio de la plataforma Pugpig —proveedora de la aplicación móvil—, el servicio registra más de 48 sesiones al mes por usuario y una tasa de conversión del 82 % de prueba a pago.

### Adquisición por Newsquest (2022)
El 18 de marzo de 2022, Newsquest Media Group compró Archant Community Media Ltd., pasando The Pink'un y sus cabeceras hermanas a la órbita del segundo grupo regional más grande del Reino Unido.

## Premios y reconocimientos
- Premio al mejor boletín deportivo (2025). El 13 de junio de 2025 la Publisher Newsletter Awards distinguió a «Pink Un +» como la mejor newsletter deportiva del Reino Unido.